# Giorgio Saviane
Giorgio Saviane (Castelfranco Veneto, 16 février 1916 - Florence, 18 décembre 2000) est un écrivain italien.

## Sources
- (it) Cet article est partiellement ou en totalité issu de l’article de Wikipédia en italien intitulé « Giorgio Saviane » (voir la liste des auteurs).